# ロフラーノ
ロフラーノ（伊: Rofrano）は、イタリア共和国カンパニア州サレルノ県にある、人口約1,500人の基礎自治体（コムーネ）。

## 地理

### 位置・広がり・地勢
サレルノ県南東部に位置する。ヴァッロ・デッラ・ルカーニアから東へ14km、サーラ・コンシリーナから南南西へ25km、サレルノから南東へ76kmの距離にある。
最北の地はラウリーノとPrunoの地域と分け合っている。
アペニン山脈の下の丘にあり、大部分が森に囲まれる。

#### 隣接コムーネ
隣接するコムーネは以下の通り。
- アルファーノ
- カゼッレ・イン・ピッタリ
- ラウリーノ
- ラウリート
- モンターノ・アンティーリア
- ノーヴィ・ヴェーリア
- ロッカグロリオーザ
- サンツァ
- トッレ・オルサーイア
- ヴァッレ・デッランジェロ

## 行政

### 分離集落
ロフラーノの分離集落（フラツィオーネ）はCerretoとSan Menaleの村とAbbenante、Fornillo、Pozzillo Borsito、Provitera、San Leo、Tressanti、Treppaoliの土地からなる。
- San Menaleはロフラーノの近くに位置する。214人の人口はフラツィオーネの中で最も多い。村の南ではFaraoneの川が通っている。
- Cerretoは市の南に位置し、Borgo Cerretoとトッレ・オルサーイアに面している。人口は4人。

## 歴史
3世紀から4世紀の間に数人の農民が村に定住し、もとはRuffiumと呼んでいた。

## ギャラリー

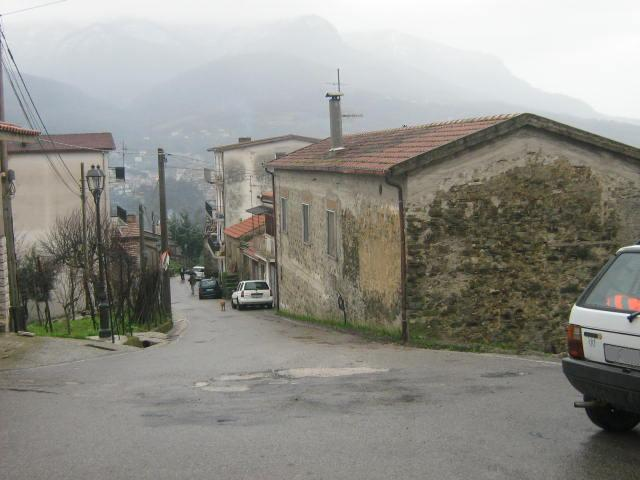
View of San Menale
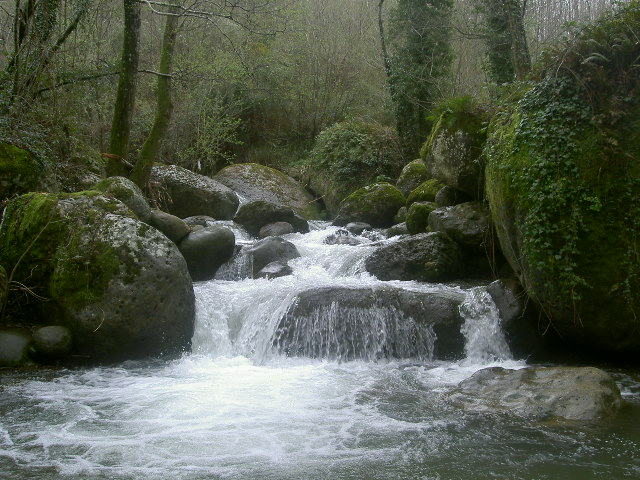
Faraone川の滝